# Daun

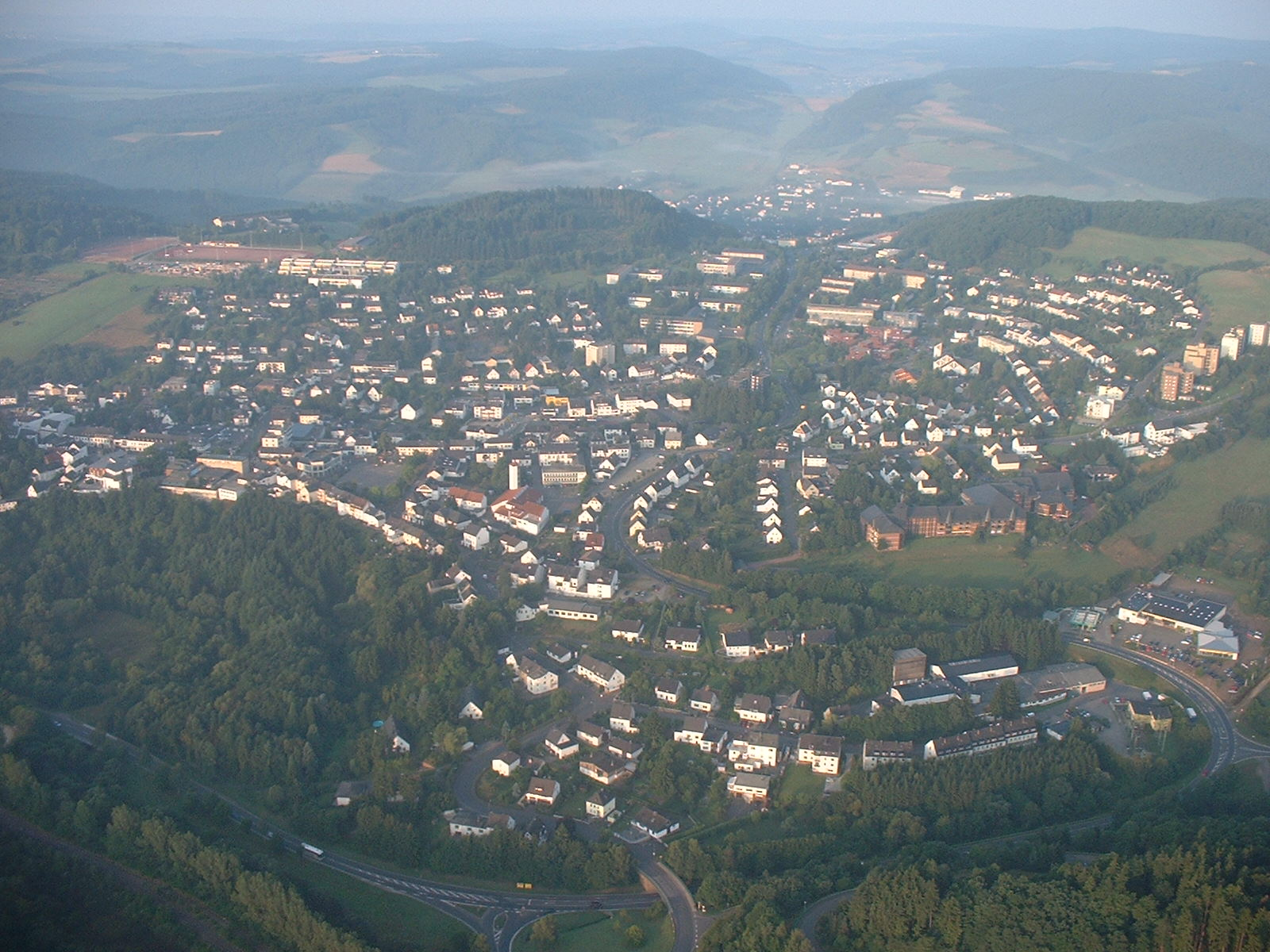
Luftbild von Daun

Daun ist eine Kleinstadt in der Eifel. Sie ist Sitz der Kreisverwaltung des Landkreises Vulkaneifel in Rheinland-Pfalz sowie ein heilklimatischer und Kneippkurort. Gemäß Landesplanung ist die Stadt Daun als Mittelzentrum ausgewiesen und besitzt Funktionen als Behörden-, Schul-, Versorgungs- und Tourismusort sowie als Garnisonsstadt.

## Lage und naturräumliche Situation
Daun liegt südlich der Hohen Eifel auf Spornen und Verebnungen über dem Fluss Lieser, in rund 420 m ü. NHN. Den geologischen Untergrund in und um Daun bilden Ton-, Silt- und Sandsteine der Unterems-Formation des Unterdevons. Die Landschaft ist darüber hinaus vor allem durch den vulkanischen Charakter geprägt. Nordwestlich und südöstlich der Stadt finden sich größere Flächen mit Decken aus basaltischen Tuffen und Schlacken. 2,5 km bis 3,5 km südöstlich vom Dauner Stadtkern befinden sich die sogenannten Dauner Maare, drei unmittelbar aneinandergrenzende wassergefüllte Maare, die nur durch ihre Tuffwälle getrennt sind. Weil die Lieser und der ihr in Gemünden von rechts zufließende Pützborner Bach sich einige Zehnermeter in die Hochfläche eingetieft haben, stellt sich die Umgebung von Daun als vergleichsweise stark reliefierter Raum dar.
Die Stadt beherbergt das Eifel-Vulkanmuseum und die Verwaltung des Natur- und Geoparks Vulkaneifel. Daun ist ein staatlich anerkanntes Heilbad und hat Mineralquellen.

## Stadtgliederung
Die Kreisstadt Daun hat 7608 Einwohner (31. Dezember 2024 – Haupt- und Nebenwohnsitz).
Neben der Kernstadt Daun gehören zum Stadtgebiet die ehemals selbständigen Gemeinden:
| Stadtteil   | Einwohner | eingemeindet  |
| ----------- | --------- | ------------- |
| Boverath    | 564       | 7. Juni 1969  |
| Gemünden    | 215       | 1. Apr. 1938  |
| Neunkirchen | 547       | 7. Juni 1969  |
| Pützborn    | 1.129     | 7. Juni 1969  |
| Rengen      | 438       | 7. Nov. 1970  |
| Steinborn   | 410       | 7. Nov. 1970  |
| Waldkönigen | 699       | 7. Nov. 1970  |
| Weiersbach  | 251       | 10. Juni 1979 |

## Geschichte
Das Gebiet wurde bereits im 7. Jahrhundert v. Chr. zum ersten Mal besiedelt. Damals hatten sich die Kelten auf dem befestigten Basaltberg in Daun angesiedelt. Auch die Römer nutzten diesen markanten Hügel des Liesertals als Wachstation, wie sich aus römischen Funden ableiten lässt. Der Ortsname dürfte sich vom keltisch-römischen Wort Dunum für Zaun bzw. für eine befestigte Anhöhe, also eine Festung, ableiten.
Ende des 10. Jahrhunderts entstand hier eine Burganlage der freien Herren von Daun. Ein Albert von Daun (Adalbero de Duna) wurde erstmals 1075 urkundlich erwähnt.
Im Jahre 1163 starb das freie Dauner Herrengeschlecht aus. Ein Dienstmann dieses Geschlechtes, Richardus de Duna, übernahm den Namen seines früheren Herrn und auch das Wappen mit dem Dauner Gitter. Dieses Wappen führten auch seine Nachkommen, das Adelsgeschlecht der Daun, dem im 16. Jahrhundert der Zweig Daun-Falkenstein und im 18. Jahrhundert mehrere bedeutende österreichische Heerführer entstammten.
1337 wurde Daun erstmals als Stadt erwähnt. Im Jahr 1346 folgte die Verleihung der Stadtrechte mit eigenem Marktrecht, und Daun wurde zugleich Standort eines Hochgerichts.
Daun, das die Herren von Daun als Reichslehen hielten, wurde 1352 gemeinsam von Kurfürst Balduin von Trier und dem Erzbischof von Köln Wilhelm von Gennep belagert und erobert. 1356 gab Kaiser Karl IV. die Herrschaft Daun daraufhin an das Erzbistum Trier, diesem wurden die Herren von Daun lehenspflichtig. Im Jahr 1712 wurde das Kurtrierische Amtshaus auf dem Burgberg durch den Trierer Kurfürst und Erzbischof Karl Joseph erbaut.
1689 wurde Daun im Pfälzischen Erbfolgekrieg von den französischen Truppen zerstört.
Aufgrund des Ersten Koalitionskrieges kam das linke Rheinufer nach 1794 zu Frankreich. Daun wurde Sitz des 1798 gebildeten Kantons Daun mit seinen Mairien Daun, Dockweiler, Gillenfeld, Sarmersbach und Üdersdorf. Aufgrund der Beschlüsse auf dem Wiener Kongress kam das Gebiet und damit auch Daun 1815 zum Königreich Preußen. 1817 wurde Daun Landratssitz für den damals neu eingerichteten Kreis Daun, zugleich auch Sitz einer Bürgermeisterei.
Am 19. Juli 1944 kamen in Daun bei einem schweren Bombardement durch die Luftflotte der United States Army Air Forces, die aus 7000 m Höhe die Bahnlinien treffen wollten, jedoch die Stadt selbst trafen und sie großflächig zerstörte, insgesamt 65 Menschen ums Leben, unter ihnen 26 Kinder unter 14 Jahren.
Seit 1946 ist der Ort Teil des Landes Rheinland-Pfalz. Ab 1951 durfte sich Daun wieder Stadt nennen.
Am 15. Mai 1895 wurde Daun über die Eifelquerbahn ans Deutsche Eisenbahnnetz angeschlossen; am 1. Dezember 1909 wurde eine weitere Strecke, die Maare-Mosel-Bahn nach Wittlich, in Betrieb genommen. Heute ist auf allen Daun berührenden Bahnstrecken der Schienenpersonennahverkehr (SPNV) eingestellt.
Die gesundheitstouristische Tradition Dauns als Mineralheilbad und Luftkurort reicht zurück bis ins frühe 20. Jahrhundert. Doch erst im Jahr 1974 erhielt Daun offiziell die Anerkennung als heilklimatischer Kurort. Seit 1973 darf sich Daun zudem als Kneippkurort bezeichnen. Vor allem in den 1980er- und 1990er-Jahren war Daun ein überregional bekanntes Reiseziel bei Kurgästen. Rückläufigen Besucherzahlen im 21. Jahrhundert, insbesondere im Bereich des Kurtourismus, sollen überregionale Kooperationen unter dem Titel „Gesundland Vulkaneifel“ entgegenwirken.
Im Jahr 1965 wurde Daun Standort der Bundeswehr. In der Heinrich-Hertz-Kaserne sind unter anderem das Bataillon Elektronische Kampfführung 931 und die Auswertezentrale Elektronische Kampfführung stationiert.

### Bevölkerungsentwicklung
Die Entwicklung der Einwohnerzahl von Daun bezogen auf das heutige Stadtgebiet; die Werte von 1871 bis 1987 beruhen auf Volkszählungen:
| Daun: Einwohnerzahlen von 1815 bis 2023 | Daun: Einwohnerzahlen von 1815 bis 2023 | Daun: Einwohnerzahlen von 1815 bis 2023 | Daun: Einwohnerzahlen von 1815 bis 2023 | Daun: Einwohnerzahlen von 1815 bis 2023 |
| --------------------------------------- | --------------------------------------- | --------------------------------------- | --------------------------------------- | --------------------------------------- |
| Jahr                                    |                                         |                                         |                                         | Einwohner                               |
| 1815                                    | 1815                                    |                                         | 1.639                                   | 1.639                                   |
| 1835                                    | 1835                                    |                                         | 2.119                                   | 2.119                                   |
| 1871                                    | 1871                                    |                                         | 2.393                                   | 2.393                                   |
| 1905                                    | 1905                                    |                                         | 3.012                                   | 3.012                                   |
| 1939                                    | 1939                                    |                                         | 3.833                                   | 3.833                                   |
| 1950                                    | 1950                                    |                                         | 4.167                                   | 4.167                                   |
| 1961                                    | 1961                                    |                                         | 5.106                                   | 5.106                                   |
| 1970                                    | 1970                                    |                                         | 6.626                                   | 6.626                                   |
| 1987                                    | 1987                                    |                                         | 7.358                                   | 7.358                                   |
| 1997                                    | 1997                                    |                                         | 8.647                                   | 8.647                                   |
| 2005                                    | 2005                                    |                                         | 8.511                                   | 8.511                                   |
| 2023                                    | 2023                                    |                                         | 8.220                                   | 8.220                                   |
|                                         |                                         |                                         |                                         |                                         |

### Russlanddeutsche
In den 1990er Jahren erhielt Daun einen neuen Impuls durch die Ansiedlung von Russlanddeutschen, insbesondere sogenannter 'Wolga-Deutschen', Menschen mit deutschem Ursprung aus Russland und anderen ehemaligen Sowjet-Republiken. Ihre Einbürgerung war teilweise von sozialen Phänomenen wie beruflicher Dequalifikation oder Stigmatisierung begleitet.
Laut einer Studie der Universität Trier sind fast 2 Millionen Spätaussiedler (auch Russlanddeutsche genannt) zwischen 1985 und 2005 aus den Nachfolgestaaten der ehemaligen Sowjetunion nach Deutschland umgezogen. Im Zeitraum von 1989 bis 2003 ließen sich insgesamt 3.965 von ihnen im damaligen Landkreis Daun nieder. Dieser nahm damit von den Kreisen und kreisfreien Städten im damaligen Regierungsbezirk Trier die meisten Spätaussiedler auf.

## Politik

### Stadtrat
Der Stadtrat in Daun besteht aus 24 Ratsmitgliedern, die bei der Kommunalwahl 2024 in einer personalisierten Verhältniswahl gewählt wurden, und dem ehrenamtlichen Stadtbürgermeister als Vorsitzendem.
Die Sitze im Stadtrat verteilen sich wie folgt (Veränderung): SPD 6 (0), CDU 9 (−1), GRÜNE 2 (+2), FDP 1 (−1), Freie Wähler VG Daun 3 (0), GVV (Wählergruppe Gewerbe- und Verkehrsverein Daun) 3 (0), Summe Wählergruppen (0).

### Bürgermeister
Hubert Friedhelm Marder wurde am 18. Juli 2019 Stadtbürgermeister von Daun. Bei der Direktwahl am 26. Mai 2019 war er mit einem Stimmenanteil von 70,99 % für fünf Jahre gewählt worden. Bei den Kommunalwahlen 2024 wurde er bei einer Wahlbeteiligung von 61,3 % als einziger Kandidat mit 77,4 % der Stimmen im Amt bestätigt.
Marders Vorgänger waren Martin Robrecht (2014–2019) und Wolfgang Jenssen (1999–2014).

### Städtepartnerschaft
- Carisolo (Italien)

## Kultur und Sehenswürdigkeiten

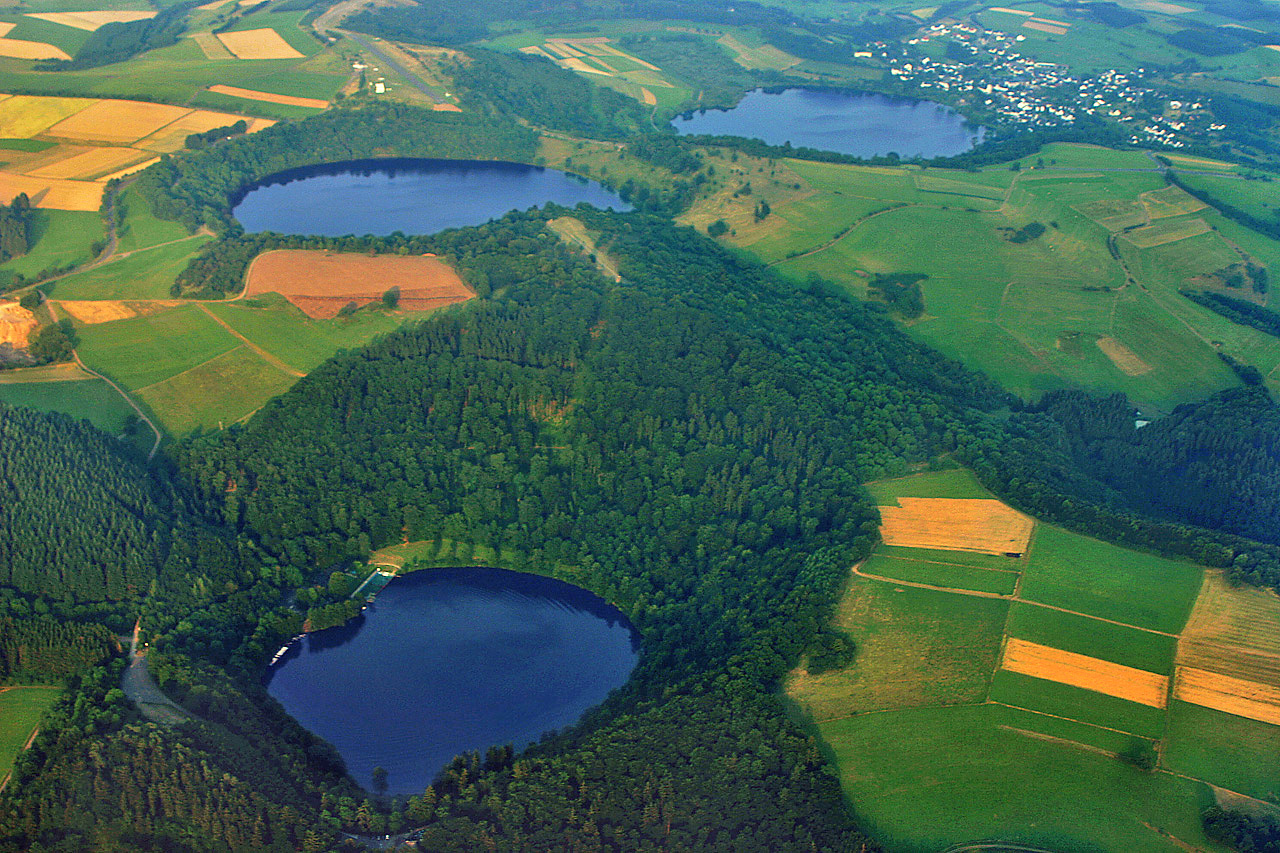
Gemündener Maar, Weinfelder Maar, Schalkenmehrener Maar, 2005

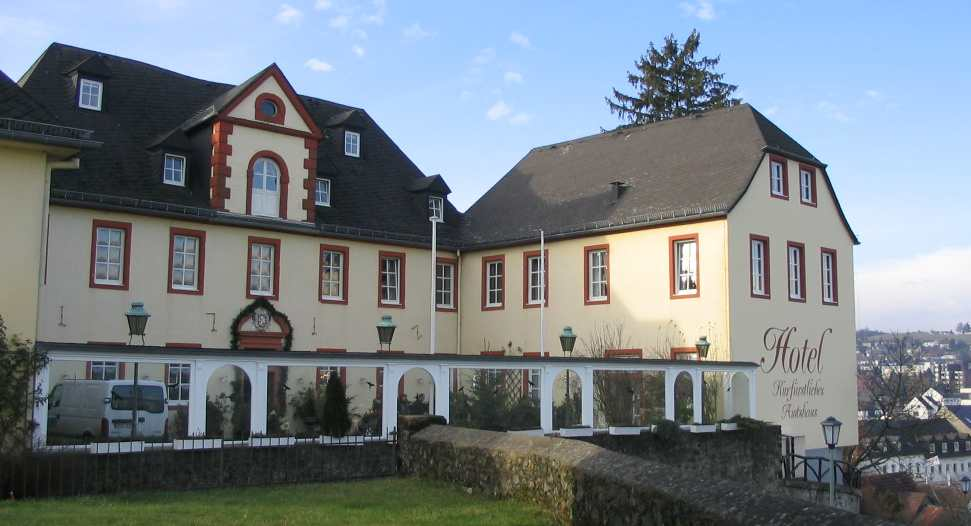
Amtshaus in Daun

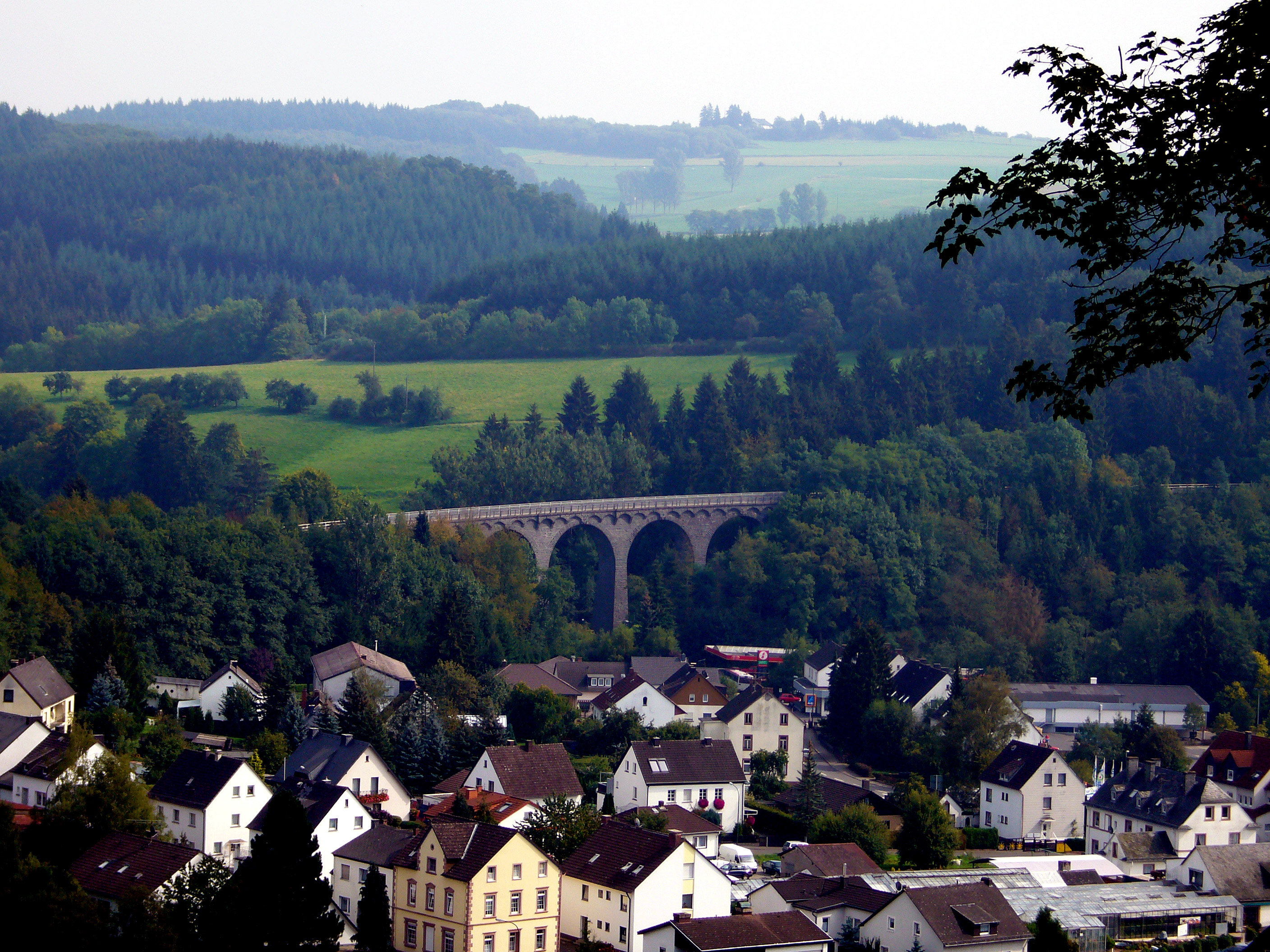
Eisenbahnviadukt in Daun, 2006

### Naturdenkmäler
- Gemündener Maar
- Weinfelder Maar
- Schalkenmehrener Maar

### Bauwerke und Denkmäler
- Burg Daun
  - Kurtrierisches Amtshaus (heute Hotel) von 1712
  - Evangelische Kirche (1865/67)
  - Zehntscheune von 1740
  - Burgmannenhäuser: Waldenhof, Hof Rademacher
- Dauner Viadukt, Eisenbahnbrücke von 1909
- Katholische Pfarrkirche St. Nikolaus, Westturm und Krypta romanisch, Mitte 13. Jahrhundert, Neubau 1946–1969
- Bahnhofsgebäude, Krüppelwalmdach, 1895
- Ehemaliger evangelischer Friedhof mit aufwändigen Grabdenkmälern des 19. Jahrhunderts
- Ehemalige Bürgermeisterei (Burgfriedstraße 25)
- Kampbüchelskreuz um 1825 (Leopoldstraße, am Marktplatz)
- Ehemaliger Kaiserbrunnen, 1911, Kriegerdenkmal nach 1945 (Leopoldstraße, am ehemaligen Landratsamt)
- Ehemaliges Landratsamt, 1830/31, heute Vulkan-Museum (Leopoldstraße)
- Ehemaliges Erholungsheim der Kaufhauskette Leonhard Tietz (Kaufhof), 1910
- Ehemaliges Amtsgericht von 1860 (Wirichstraße, heute Sparkassenfiliale)
- Kriegerdenkmal 1870/71
- Ehemaliges Schulgebäude um 1910/20 (Leopoldstraße 34, heute Standesamt)

### Museen
- Vulkanmuseum Daun

### Regelmäßige Veranstaltungen
- Alle zwei Jahre findet in Daun das Krimi-Festival Tatort Eifel statt, zu dem namhafte Krimiautoren aus dem ganzen deutschsprachigen Raum anreisen. Im Rahmen dieses Festivals wird auch der Deutsche Kurzkrimi-Preis verliehen.
- Die St.-Laurentius-Kirmes beginnt jeweils am Samstag nach dem ersten Mittwoch im August und dauert fünf Tage. Sie zählt zu den größten Volksfesten der Eifel.
- VulkanBike Eifel-Marathon (ein Mountainbike-Marathon durch die Eifelberge, außerdem: VulkanBike trailpark, VulkanBike extreme und VulkanBike crosscountry)
- Eifel Rallye Festival
- Maare-Mosel-Lauf
- Frühlingsfest
- Jedes Jahr Anfang September finden die Theaterfestspiele Vulkaneifel unter der Schirmherrschaft von Gordon Schnieder statt. Gezeigt wird Sprechtheater, Musical und Musiktheater mit prominenter Besetzung wie z. B. Ralph Morgenstern.[16]

## Wirtschaft und Infrastruktur

### Unternehmen
- apra-norm Elektromechanik GmbH
- Dauner Sprudel GmbH
- TechniSat Digital GmbH

### Bundeswehr
Mit 1360 Dienstposten ist die Bundeswehr der größte Arbeitgeber in Daun.
In der Heinrich-Hertz-Kaserne sind aktuell stationiert:
- Auswertezentrale Elektronische Kampfführung – AuswZentrEloKa – seit 1. April 2013 (CIR)
- Bataillon Elektronische Kampfführung 931 – EloKaBtl 931 – seit 1. April 2013 (CIR)
- Bundeswehr-Dienstleistungszentrum Mayen – Standortservice Daun – BwDLZ Mayen – StoS Daun (IUD)
- Sanitätsversorgungszentrum Daun – SanVersZ Daun (ZSan)[19]
- Evangelisches Militärpfarramt Daun – EMilPfA Daun – seit 1. Juli 2013 (Militärseelsorge)
- Unterstützungspersonal Standortältester Daun – UstgPers StOÄ Daun – seit 1. April 1981
- Fernmelde- und Elektronische Aufklärungsbrigade 94 (1. April 1992 bis 31. Dezember 2013)

### Medien
- Lokalredaktionen des Trierischen Volksfreundes, der Eifelzeitung sowie des Wochenspiegels
- Multiplexkino Kinopalast Vulkaneifel
- Die Schülerzeitung „Der Klecks“ des Thomas-Morus-Gymnasiums, seit 1966
- Die Stadt liegt im Sendegebiet des regionalen Fernsehsenders OK54

### Junior Universität

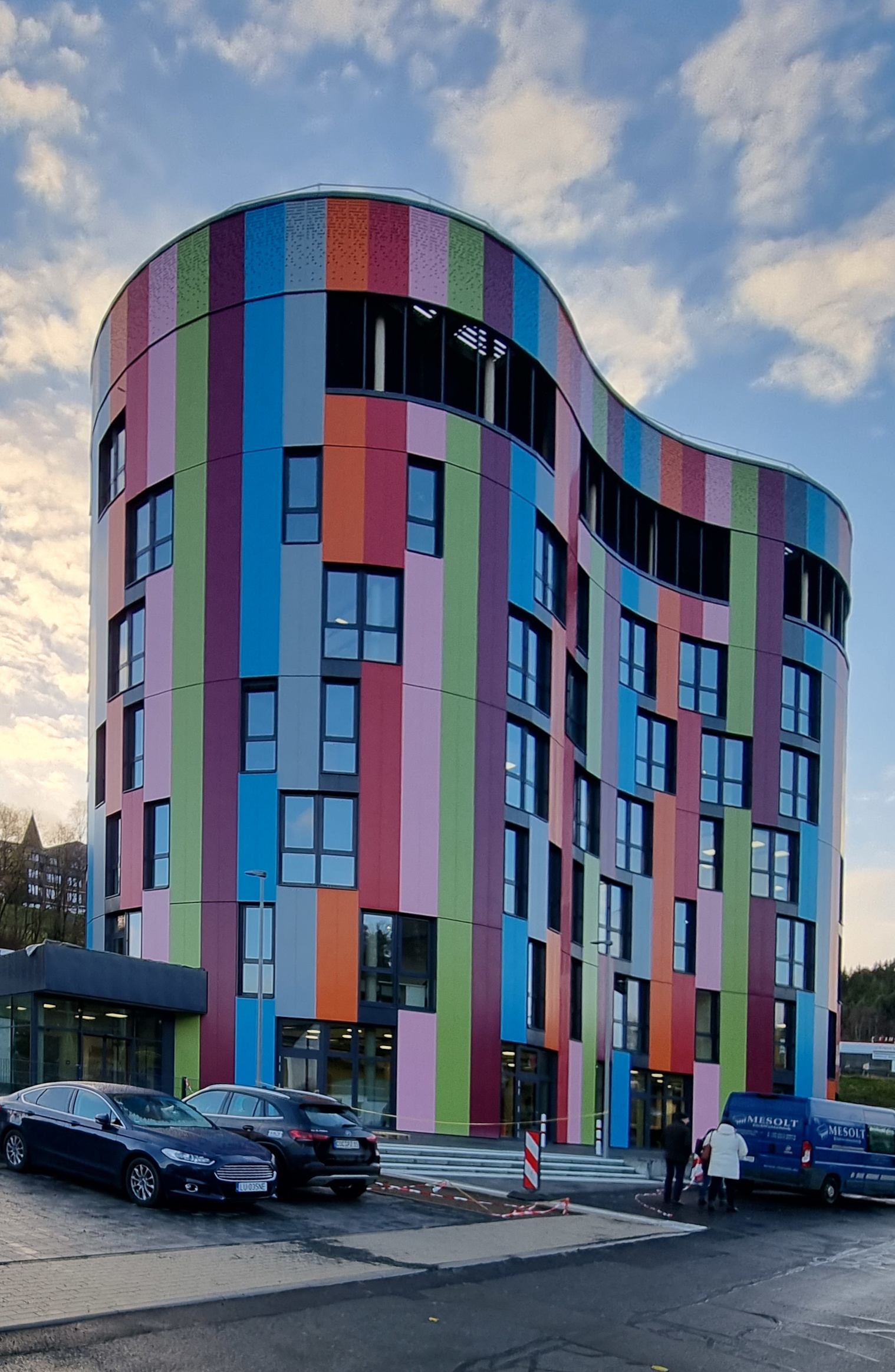
Der Junior-Uni-Neubau

- Junior Uni Daun

### Kindertagesstätten
- Integrative Kindertagesstätte Daun
- Thomas-Morus-Kindertagesstätte
- St.-Nikolaus-Kindergarten
- Kindertagesstätte Neunkirchen-Steinborn

### Schulen
Allgemeinbildende Schulen:
- Grundschule
- Drei-Maare-Realschule plus
- Geschwister-Scholl-Gymnasium Daun
- Thomas-Morus-Gymnasium

Berufsbildende Schulen:
- Krankenpflegeschule Maria-Hilf
- Fachschule für Altenpflege Maria-Hilf

Förderschule:
- St. Laurentius-Schule Daun

Sonstige Schulen:
- Musikschule
- Bildungszentrum der Bundesagentur für Arbeit

## Verkehr

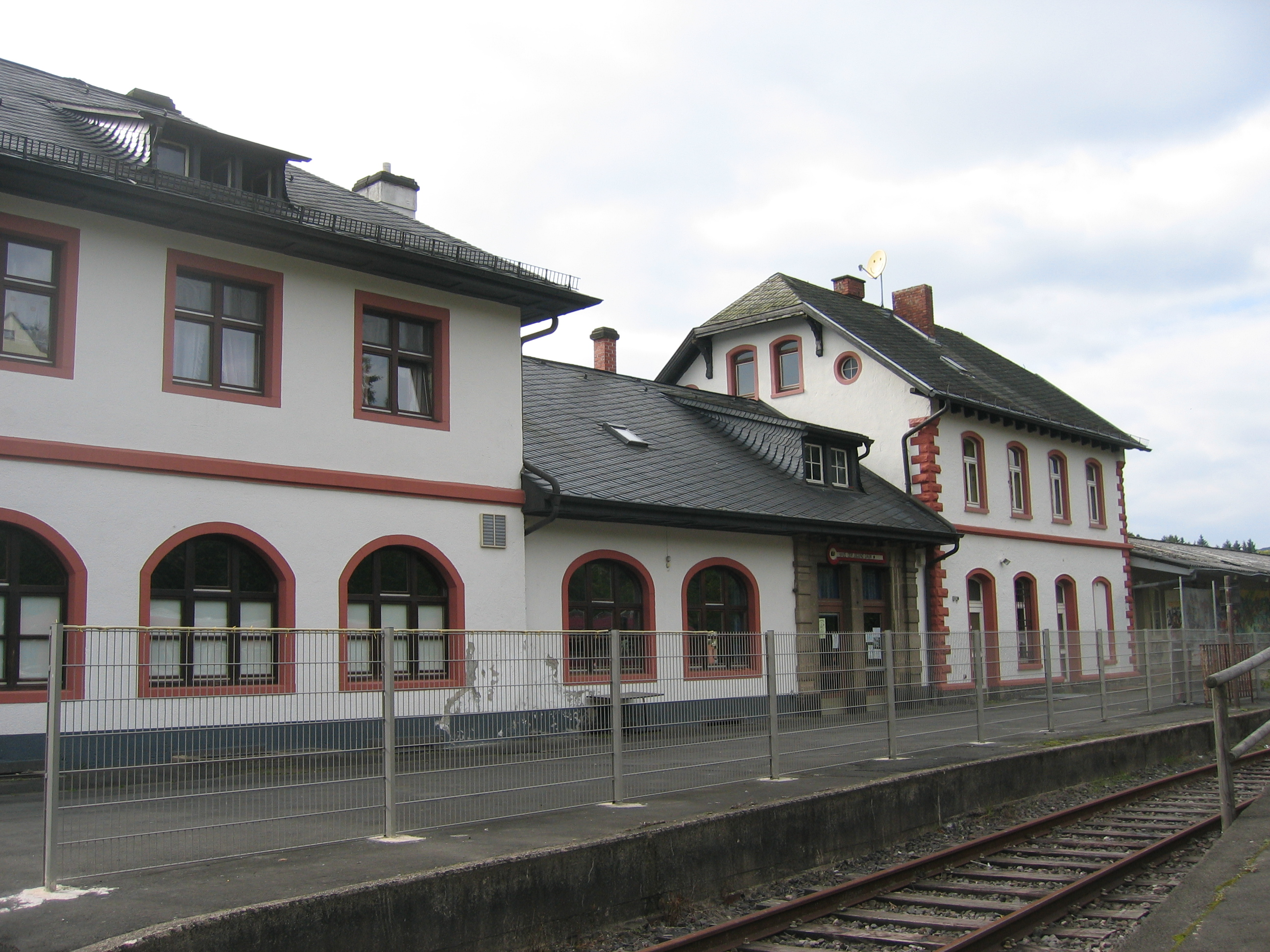
Ehemaliges Bahnhofsgebäude der Eifelquerbahn in Daun

### Straße
Daun ist an die Bundesautobahn 1 angebunden, die am nahegelegenen Autobahndreieck Vulkaneifel an die Bundesautobahn 48 anschließt. Die Bundesstraße 257 führt durch die Stadt.

### Schiene
Der Bahnhof Daun liegt an der stillgelegten Eifelquerbahn, die von Gerolstein bis Andernach führte und als RB 38 nur mehr bis Kaisersesch bedient wird. Ab Juli 2005 war eine Teilstrecke der Eifelquerbahn reaktiviert und bot im Sommer täglichen Touristenverkehr im Zweistundentakt an. Dieser Betrieb wurde 2017 eingestellt (vgl. Eifelquerbahn#Kaisersesch–Daun–Gerolstein). 2022 wurden mehrere Evakuierungsfahrten von Gerolstein nach Kaisersesch durchgeführt. Für die dauerhafte Wiederinbetriebnahme arbeitet der Verein Eifelquerbahn e. V. Die Maare-Mosel-Bahn nach Wengerohr wurde bereits in den 2000er-Jahren demontiert; auf der ehemaligen Trasse verläuft inzwischen der Maare-Mosel-Radweg.

### Flugverkehr
Vom Segelfluggelände Daun-Senheld aus, welches auf einem Bergrücken zwischen dem Weinfelder Maar und dem Schalkenmehrener Maar liegt, können Rundflüge gestartet werden.

### Öffentlicher Personennahverkehr
Heute ist Daun nur mit dem Nahverkehr durch Busse und RufBusse (Bus auf Anruf) erreichbar:
- Die RegioLinie 700 verbindet Daun mit Ulmen und Cochem, (Bahnanschluss Richtung Koblenz) sowie anderseits über die Gemeinde Dockweiler und Pelm mit der Stadt Gerolstein mit Bahnanschluss Richtung Köln und Trier.
- Die RegioLinie 700 verbindet Daun mit Ulmen (mit Zwischenhalt in Darscheid, Utzerath und Schönbach). Sie dient als Ergänzung zur Linie 500 und fährt ebenfalls täglich zweistündlich.
- Die RegioLinie 520 verbindet Daun mit Gemeinde Kelberg (mit Zwischenhalt in Neichen und Kradenbach und dem Industriegebiet Rengen) Montags- bis Freitags Stündlich und am Wochenende zweistündlich
- Die RegioLinie 300 verkehrt ebenfalls im 2-Stunden-Takt zwischen Daun, Wittlich und Bernkastel-Kues. Andere Buslinien ergänzen das Angebot.
- Des Weiteren verkehren durch das neue ÖPNV Konzept RLP Nord die neuen VRT RufBusse in die kleineren Dörfer. Umsteigepunkt ist die Haltestelle Daun ZOB;  Ab Dezember 2021 verbessert sich das Angebot erheblich in die Richtungen Gillenfeld, Ulmen, Manderscheid, Wittlich und Gerolstein und wird durch weitere RufBusse ergänzt. - weitere Infos folgen hier (vrsl. 2020)
- Die RufBus Linien, durch die Daun täglich alle 2 Stunden bedient wird:
  - Die Linie 512 fährt zwischen Daun und Boverath (Mo - Fr stündlich). Neben der normalen Strecke gibt es im Schülerverkehr noch zusätzliche Fahrten zwischen Rengen und Boverath.
  - Die Linie 513 fährt zwischen Daun, Waldkönigen und Daun mit Halt in Steinborn, Neunkirchen und Pützborn.
  - Die Gemeinden Neroth, Kirchweiler und Betteldorf werden täglich alle 2 Stunden durch Umstieg in Dockweiler (Feuerwehrhaus) (Linie 700 Richtung Gerolstein) mit der RufBus Linie 514 erreicht.
  - Die Gemeinde Dreis-Brück wird ebenfalls täglich alle 2 Stunden durch Umstieg in Dockweiler (Feuerwehrhaus) mit der RufBus Linie 516 erreicht.

## Persönlichkeiten

### Ehrenbürger
- Max Grünbaum (1874–1952), Konsul, Finanzberater von Leonhard Tietz und Gründer der Dauner Burgbrunnen GmbH[22][23]

### In Daun geboren
- Christoph Becker (1814–1886), Mitglied der Frankfurter Nationalversammlung
- Hermann von Witzleben (1864–1938), Generalmajor
- Friedrich Hartmann (1899–1985), Politiker (CDU)
- Johannes Caspers (1910–1986), Politiker
- Oscar W. Gabriel (* 1947), Soziologe und Politikwissenschaftler
- Karl Johaentges (* 1948), Architekt, Fotograf und Verleger
- Rudi Balling (* 1953), Naturwissenschaftler
- Karl Fleschen (* 1955), Leichtathlet und Olympiateilnehmer
- Rainer Laupichler (* 1957), Schauspieler
- Sebastian Dette (* 1958), ehemaliger Bundesrichter und Präsident des Rechnungshofes in Thüringen
- Herbert May (* 1958), Historiker, Hausforscher und Denkmalpfleger
- Karin Kortmann (* 1959), Politikerin
- Thomas Leif (1959–2017), Journalist und Politikwissenschaftler
- Franziskus Wendels (* 1960), Künstler
- Julia Gieseking (* 1974), Politikerin (SPD)
- Marco Weber (* 1975), Politiker (FDP)
- Sven Voss (* 1976), Sportmoderator
- Christoph Michels (* 1977), Althistoriker
- Jens Jenssen (* 1979), Politiker (SPD)
- Pascal Hens (* 1980), Handballnationalspieler, Handballweltmeister 2007
- Andreas Schäfer (* 1983), Fußballspieler
- Martin Geisen (* 1987), Schauspieler
- Maxim Burghardt (* 2004), Fußballspieler

### Mit Daun verbunden

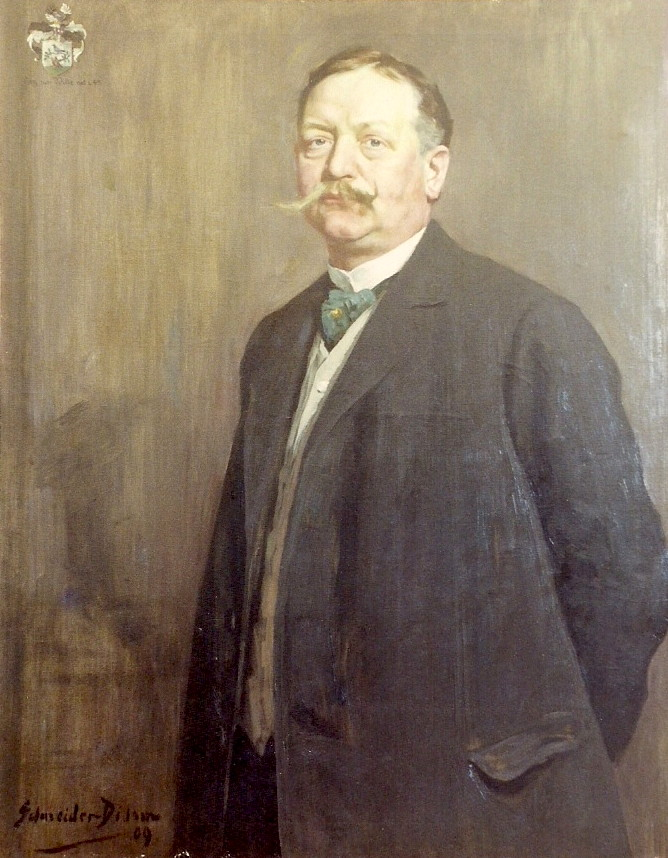
Fritz von Wille 1909

- Ägidius von Daun, Burgmann (14. Jahrhundert) (siehe Burg Daun)
- Peter Kaufmann (1803–1872), Nationalökonom und Vordenker der Friedensforschung, lebte in Daun
- Ferdinand Rintelen (1839–1930), Landrat von 1876 bis 1881
- Fritz von Wille (1860–1941), Professor und Landschaftsmaler, stattete 1911 das Kreishaus in Daun mit großformatigen Wandgemälden aus
- Pitt Kreuzberg (1888–1966), Maler, dem Expressionismus nahe, malte 1937 als Auftragsarbeit der NSDAP für das HJ-Heim in Daun, die Arbeit missfiel den Parteioberen und wurde als „entartet“ zurückgewiesen, der Dauner Landrat schützte ihn und hängte das Bild 1940 in seinem Amtszimmer auf.
- Wolfgang Leonhard, * 16. April 1921, † 17. August 2014 in Daun, Historiker
- Edmund Geisen (* 1949), Politiker, Mitglied des Deutschen Bundestages, wohnhaft in Daun

## Bilder

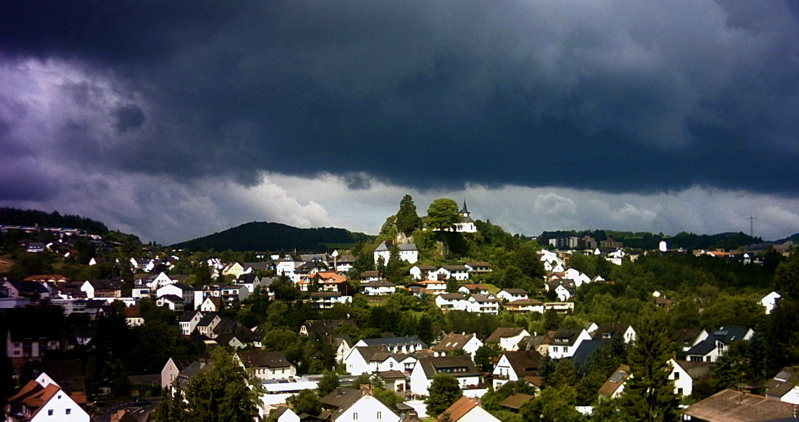
Daun im Sommer
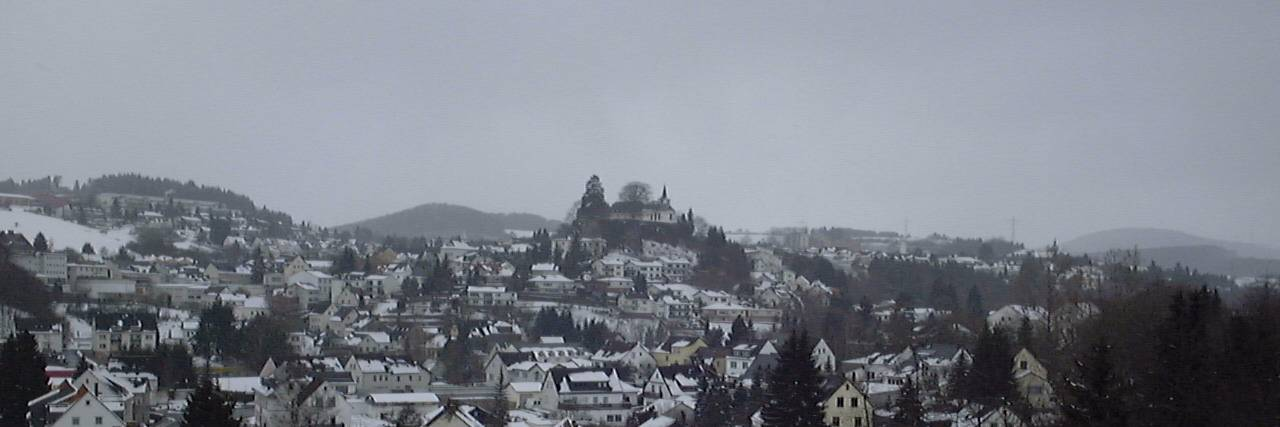
Daun im Winter